# JAHO V
JAHO V je bila peta jugoslovanska alpinistična odprava v Himalajo, ki je trajala od 4. avgusta do 9. novembra 1974. Cilj odprave je bil 7902 metra visoki Kangbačen.

## Člani odprave
- Tone Škarja (vodja)
- dr. Jože Andlovic (zdravnik)
- Zvone Andrejčič
- Stane Belak
- Danilo Cedilnik
- Janez Dovžan
- Janez Gradišar
- Franc Jeromen
- Zoran Jerin (novinar)
- Marjan Manfreda - Marjon
- ing. Bojan Pollak
- Radovan Riedl (TV snemalec)
- Roman Robas
- Miha Smolej
- dr. Peter Soklič
- ing. Peter Ščetinin
- Tone Trobevšek

## Zgodovina
JAHO V je bilo nadaljevanje JAHO II. Primarni cilj odprave je bil dosežen in to kar trikrat:
- 29. september 1974 - Belak, Robas, Ščetinin
- 5. oktober 1974 - Jeromen, Dovžan in Manfreda in
- 6. oktober 1974 - Andrejčič, Riedl, Trobevšek.